# Битва під Лісною
Битва під Лісно́ю — одна з найзначніших і найвирішальніших подій в історії Великої Північної війни, що відбулася 9 жовтня (28 вересня) 1708 року поблизу білоруського села Лісна, що нині в Славгородському районі Могильовської області.
У ході битви 12-тисячний летючий корпус Петра I у складі 15.000 війська, 5-6 тисячами козаків, 4-6 тисячами калмиків розбили 12,5-тисячний шведський корпус генерала А. Л. Левенгаупта.